# 美国宪法第二十四修正案
《美利坚合众国宪法》第二十四修正案（英語：Twenty-fourth Amendment to the United States Constitution）簡稱「第二十四修正案」（Amendment XXIV），禁止美国国会或任何一州根据公民纳税与否来限制其选举权。修正案由国会于1962年8月27日提出，1964年1月23日获得了足够数量州的批准而生效。
美国宪法第二十四修正案的出现，主要是针对南方各州的人头税。重建时期结束后，南方各州为了避免获得解放的黑人男性投票，制订了相应的人头税法律，规定未缴清人头税的公民无投票权。美国联邦最高法院也在1937年的布里德洛夫诉苏特里斯案302 U.S. 277 (1937)中判决，各州要求缴纳人头税方可参加州选举的法律并不违宪。等到修正案通过时，仍然有5个州保有人头税：弗吉尼亚州、阿拉巴马州、德克萨斯州、阿肯色州和密西西比州。修正案明确规定，无论是在联邦还是其他选举中，都不得因人头税问题而限制公民投票权；不过，并未明确规定人头税违宪。事实上，一直到1966年的哈伯诉弗吉尼亚州选举委员会案383 U.S. 663 (1966)中，联邦最高法院才以6比3的投票结果裁决，州选举人头权违反了美国宪法第十四修正案中的平等保護條款。

## 内容文本
Section 1. The right of citizens of the United States to vote in any primary or other election for President or Vice President, for electors for President or Vice President, or for Senator or Representative in Congress, shall not be denied or abridged by the United States or any State by reason of failure to pay any poll tax or other tax.
- 译文：第一款　合众国公民在总统或副总统、总统或副总统选举人、或国会参议员或众议员的任何初选或其他选举中的选举权，不得因未交纳任何人头税或其他税而被合众国或任何一州加以拒绝或限制。

Section 2. The Congress shall have power to enforce this article by appropriate legislation.
- 译文：第二款　国会有权以适当立法实施本条[1][2]。

## 背景

有人头税
累税人头税（如果往年漏缴则必须缴清才可投票）
无人头税
1868至1966年各州的人头税历史

美国宪法第十五修正案规定，“合众国公民的选举权，不得因种族、肤色或以前是奴隶而被合众国或任何一州加以拒绝或限制”，这将让所有的黑人都获得投票权。但南方各州并不甘心于此，人头税就是这些州所通过的一系列旨在排挤非裔美国公民参加政治活动的法律之一。这一税法也对经济上非常困难的白人选民造成了影响，虽然其支持者因为害怕受到选民强烈反对而努力试图淡化这一影响，但仍然引起了人民党的同情。
美国内战结束后，美国開始了重建时期。1877年，重建时期结束，军队撤离南方各州，没有再继续对非裔美国公民提供保护。南方各州开始反弹，并于19世纪开始酝酿通过人头税法。到了1902年，全部11个之前脱离联邦宣布独立并开战的南方州全部通过了人头税法，并辅以如读写测验（排除文盲）、白人初选甚至暴力威胁等手段来防止黑人参与政治活动。比如在阿肯色州，所有选民必须先经过一次所谓的“评估”才能投票，而黑人的“评估”则一律不能通过:4-13,170-231。
从1900年1937年，虽然一些州倡议废除人头税，但在联邦层面上这个问题很大程度上被忽视了。1937年，联邦最高法院对布里德洛夫诉苏特里斯案作出裁决认为“投票的特权并非来源于合众国，而且由各州赋予的，只要没有违反第十五和第十九修正案，各州可以对选举权加以其认为恰当的限制”。这以后问题仍旧突出，总统富兰克林·D·罗斯福表示反对人头税，他公开称其为“革命时期的残余”。但是1938年时，自由派民主党人在国会选举中不敌南方的保守派民主党人。为了避免进一步的对抗、让新政法案获得通过，罗斯福只能搁置了自己的意见:57。
这之后，国会仍然继续在朝废除人头税的方向努力。1939年，国会提出了一项有关在联邦选举中废除人头税限制的法案，虽然受到了长期任职并在委员会中占据很大比重的南方议员阻挠，但还是在联邦众议院以254票赞成，84票反对获得通过:68。但是，法案最终还是没能在参议院通过，来自南方州的参议员通过进行冗长辩论来阻挠其通过，甚至一些北方的参议员也为了得到强大且资深南方议员的支持加入到阻挠者当中。
之后的几届国会上，这一法案被数次提出。第二次世界大战期间，为了让远在万里之外的美军将士们为祖国抛头颅洒热血的同时也能享有投票权，这一法案得到了相当高比例的支持。但是，联邦最高法院在史密斯诉阿尔怀特案321 U.S. 649中禁止白人初选，令人头税成为了限制黑人参与政治为数不多的“合法”方法之一:74，因此南方的议员仍然令之未能通过。赞成废除人头税的议员于是考虑通过一条宪法修正案，但这个想法也没有马上推进:80。
1940年代辩论的要旨发生了改变。在1890年代至1900年代，政治家们一直希望限制黑人投票，到了1940年代，南方的政客们则试图将辩论的方向转为宪法问题，不过私人信件表明他们真正关心的仍然是要取消黑人的投票权。身为三K党成员且经常以冗长辩论阻挠法案的密西西比州参议员西奥多·G·比尔伯声称“如果人头税的法案通过，下一步就将是要努力取消黑鬼的登記资格（限制）和教育资格（限制）。如果这样，我们就再也没有办法防止这些黑鬼们投票了:70。”这样的担心解释了那些已经废除了人头税的南方州仍然反对法案的原因，他们不想设立这样一个联邦政府可以干涉选举的先例。总统哈利·S·杜鲁门成立了调查人头税等其它问题的总统民权委员会。考虑到1948年有关人头税的联邦法律被反对派们声称违宪，因为通过宪法修正案应该是对这一问题最好的解决办法。然而，1950年代美国进入麥卡錫主義时期，取消人头税运动中的几位代表人物如维托·马坎托尼奥被认定是马克思主义者，整个运动也转入了低潮。
在美国总统约翰·F·肯尼迪将这个议题带入公众视界中后，早已提出的第二十四修正案终于在国会通过并递交各州批准。肯尼迪认为宪法修正案将是最好的避免那些声称联邦政府废除人头税有违宪嫌疑议员阻挠的方式。但仍有一些自由派反对他的做法，认为与国会立法相比，通过一条修正案实在太过费时:290。佛罗里达州一位在自己政治生涯中曾反对过大部分民权立法的民主党议员斯派萨德·霍兰德在参议院提出了修正案，而肯尼迪支持率的不断提高也分化了南方的反对阵营，修正案的整个批准过程只花了略超过一年的时间。

## 提出和批准

批准修正案：1962-1964
颁布后才批准修正案：1977、1989、2002、2009
拒绝修正案
没有批准修正案
^{1}1977：弗吉尼亚州；1989：北卡罗莱纳州；2002：阿拉巴马州；2009：德克萨斯州。

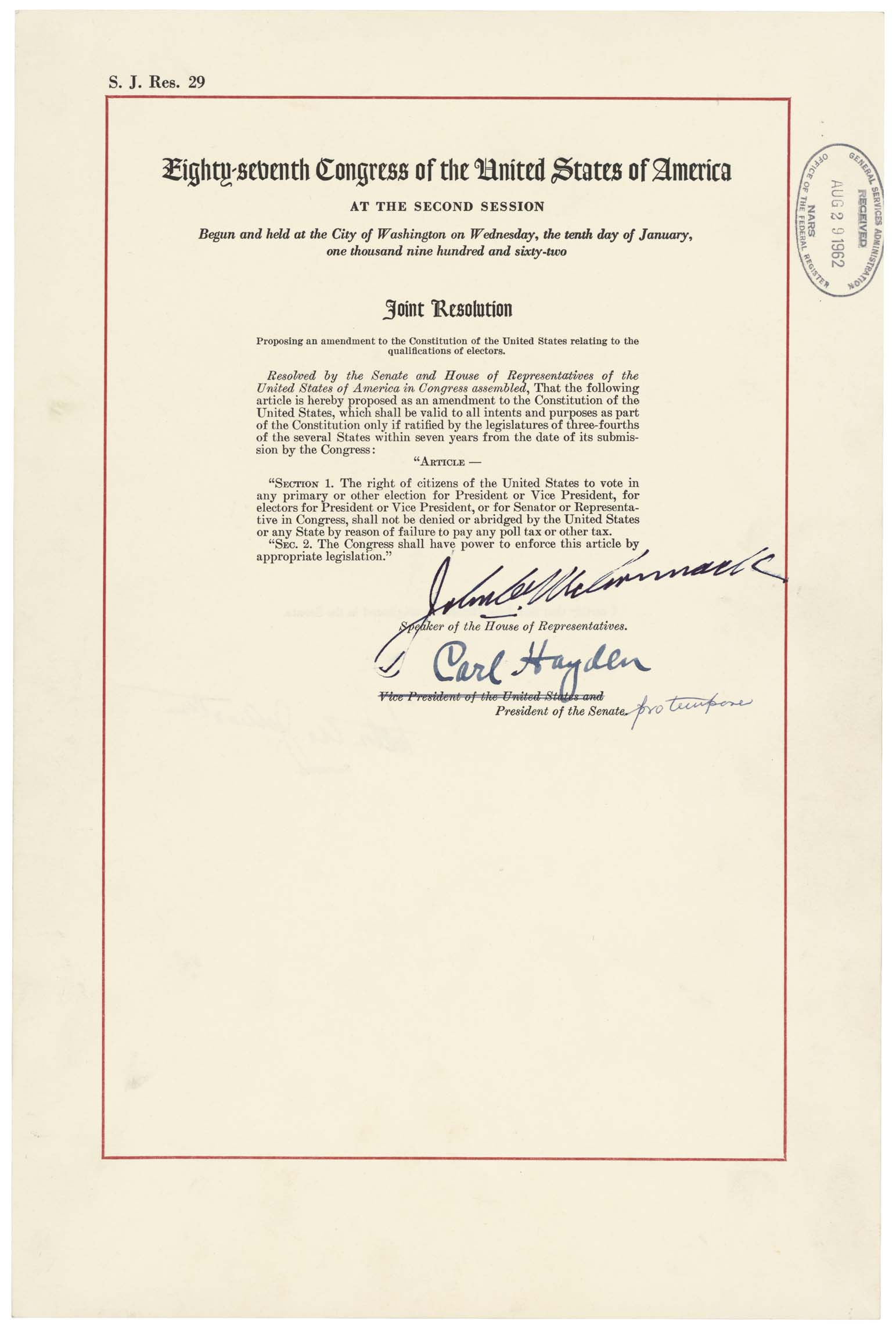
国会正式通过联席会议提出的第二十四修正案保存在国家档案馆

联邦国会最初于1962年8月27日提出修正案，并于1962年9月24日得到联邦参议院和联邦众议院通过后提交各州批准。各州批准修正案的日期如下：
1. 伊利诺伊州：1962年11月14日
2. 新泽西州：1962年12月3日
3. 俄勒冈州：1963年1月25日
4. 蒙大拿州：1963年1月28日
5. 西弗吉尼亚州：1963年2月1日
6. 纽约州：1963年2月4日
7. 马里兰州：1963年2月6日
8. 加利福尼亚州：1963年2月7日
9. 阿拉斯加州：1963年2月11日
10. 罗德岛州：1963年2月14日
11. 印第安纳州：1963年2月19日
12. 犹他州：1963年2月20日
13. 密歇根州：1963年2月20日
14. 科罗拉多州：1963年2月21日
15. 俄亥俄州：1963年2月27日
16. 明尼苏达州：1963年2月27日
17. 新墨西哥州：1963年3月5日
18. 夏威夷州：1963年3月6日
19. 北达科他州：1963年3月7日
20. 爱达荷州：1963年3月8日
21. 华盛顿州：1963年3月14日
22. 佛蒙特州：1963年3月15日
23. 内华达州：1963年3月19日
24. 康涅狄格州：1963年3月20日
25. 田纳西州：1963年3月21日
26. 宾夕法尼亚州：1963年3月25日
27. 威斯康星州：1963年3月26日
28. 堪萨斯州：1963年3月28日
29. 马萨诸塞州：1963年3月28日
30. 内布拉斯加州：1963年4月4日
31. 佛罗里达州：1963年4月18日
32. 艾奥瓦州：1963年4月24日
33. 特拉华州：1963年5月1日
34. 密苏里州：1963年5月13日
35. 新罕布什尔州：1963年6月12日
36. 肯塔基州：1963年6月27日
37. 缅因州：1964年1月16日
38. 南达科他州：1964年1月23日

南达科他州成为第38个批准的州，总数达到宪法规定的数量标准，修正案正式生效。乔治亚州曾在最后时候打算通过修正案并成为第38个批准的州，来让那些认为“南方州肯定不会通过”的人们吃上一惊；但尽管修正案在州参议院得到了快速且一致的批准，州众议院并没有采取行动。结果南达科他州批准了之后，乔治亚州就不再热心地想要跟风了。截止2013年5月上旬，喬治亞州仍然没有通过这条修正案。
以下各州在修正案通过后予以了批准：
1. 弗吉尼亚州：1977年2月25日
2. 北卡罗莱纳州：1989年5月3日
3. 阿拉巴马州：2002年4月11日
4. 德克萨斯州：2009年5月22日

密西西比州于1962年12月20日明确地拒绝了修正案；
以下各州没有批准修正案：
1. 亚历桑那州
2. 阿肯色州
3. 乔治亚州
4. 路易斯安纳州
5. 密西西比州
6. 俄克拉荷马州
7. 南卡罗莱纳州
8. 怀俄明州

## 修正案批准后的法律
第二十四修正案通过仅数月之后，阿肯色州于1964年11月选举期间通过了阿肯色州宪法第五十一修正案，在所有选举中有效地废除了人头税的限制影响。不过这条修正案也没有明确废除人头税本身，事实上要直到2008年的阿肯色州第八十五修正案才真正将之废除。在修正案通过时仍然保有人头税的全部5个州中，阿肯色州是唯一主动将之废除的；另外4个州仍然保持了其做法，直至1966年联邦最高法院在哈伯诉弗吉尼亚州选举委员会案中宣布其违宪时止。
弗吉尼亚州对此制订了新的规定，要求选民提前半年提交其在州内居住地点的证明文件，以此来减少合法选民的人数。1965年，联邦最高法院在哈曼诉弗森纽斯案380 U.S. 528 (1965)中一致裁决这一做法违宪：“以人头税作为投票先决条件的做法必须废止，同时也不得强加任何同等或较为温和的替代方案。”